# 徳島県道189号沖ノ洲埠頭線
徳島県道189号沖ノ洲埠頭線（とくしまけんどう189ごう おきのすふとうせん）は、徳島県徳島市を通る一般県道である。

## 概要
国道11号の吉野川大橋より東部を一級河川である吉野川の河川敷沿いに走っている。吉野川大橋より西部の河川敷沿いには徳島県道15号徳島吉野線が走っており、市民からは「堤防の上」と呼ばれているが、徳島県道189号は堤防の真下を走っている。

### 路線データ
- 起点：徳島市北沖洲4丁目
- 終点：徳島市東吉野町2丁目（吉野川大橋南交差点、国道11号交点、徳島県道15号徳島吉野線起点）
- 距離：1.979 km[1]

## 歴史
- 1972年（昭和47年）3月10日 - 認定。

## 路線状況

### 道路施設

#### 橋梁
- 沖の洲樋門（沖洲川）

## 地理

### 通過する自治体
- 徳島県
  - 徳島市

### 交差する道路
| 交差する道路                                  | 交差する場所  | 交差する場所       |
| --------------------------------------------- | ------------- | ------------------ |
| 徳島県道29号徳島環状線                        | 住吉6丁目     |                    |
| 国道11号 国道28号 重複 徳島県道15号徳島吉野線 | 東吉野町2丁目 | 吉野川大橋南交差点 |

### 沿線
- 吉野川
- 沖洲川
- 徳島市吉野川運動場